# 2243 Lönnrot
A 2243 Lonnrot (ideiglenes jelöléssel 1941 SA1) a Naprendszer kisbolygóövében található aszteroida. Yrjö Väisälä fedezte fel 1941. szeptember 25-én.